# 元璽
元璽（げんじ）は、五胡十六国時代、前燕の君主慕容儁の治世で使用された元号。352年10月 - 357年1月。

## 西暦・干支との対照表
| 元璽 | 元年  | 2年   | 3年   | 4年   | 5年   | 6年   |
| 西暦 | 352年 | 353年 | 354年 | 355年 | 356年 | 357年 |
| 干支 | 壬子  | 癸丑  | 甲寅  | 乙卯  | 丙辰  | 丁巳  |